# Philipp Broemser
Philipp Broemser (* 20. Juli 1886 in Rüdesheim am Rhein; †  11. November 1940 in München) war ein deutscher Physiologe und Hochschullehrer.

## Leben
Als Sohn eines praktischen Arztes besuchte Broemser die Oberrealschule in Geisenheim und das Königliche Gymnasium Wiesbaden. Er studierte ab 1905 Vorklinik an der Philipps-Universität Marburg und wurde im Corps Hasso-Nassovia aktiv. Er wechselte an die Albert-Ludwigs-Universität und schloss sich auch dem Corps Suevia Freiburg an. Als Inaktiver ging er nach dem Physikum an die Ludwig-Maximilians-Universität München (LMU) und die Friedrich-Wilhelms-Universität zu Berlin. Das Staatsexamen bestand er 1910 in Marburg.
Er wandte sich der Physiologie zu und wurde 1911 in Marburg zum Dr. med. promoviert. Anschließend ging er als Wissenschaftlicher Assistent zu Otto Frank in München. In den Semesterferien half er seinem Vater in der Arztpraxis. 1914 meldete er sich als Kriegsfreiwilliger zur Württembergischen Armee. In einem Infanterieregiment nahm er als Truppenarzt am Ersten Weltkrieg teil und wurde mit beiden Klassen des Eisernen Kreuzes sowie dem Ritterkreuz des Friedrichs-Ordens ausgezeichnet. Dabei entwickelte er Abhörgeräte. Mit einer entsprechenden Arbeit habilitierte er sich in München. Von der LMU 1922 zum a.o. Professor ernannt, untersuchte er die Nervenleitgeschwindigkeit.
1925 folgte er dem Ruf der Universität Basel auf ihren Lehrstuhl für Physiologie. Er entwickelte neue Messmethoden des Blutdrucks und der arteriellen Stromstärke im Blutkreislauf. Mit Otto Friedrich Ranke erarbeitete er ein Verfahren zur unblutigen Messung des Schlagvolumens am Menschen. Die theoretischen Grundlagen dieses Verfahrens beschäftigten ihn auch an der Ruprecht-Karls-Universität Heidelberg (1930–1934) und an der LMU, die ihn 1934 als Franks Nachfolger berufen hatte. Zwischenzeitlich war er 1932 Mitglied der Heidelberger Akademie der Wissenschaften geworden.
Zum 1. Mai 1937 trat Broemser der NSDAP bei (Mitgliedsnummer 5.228.677). Von November 1938 bis zu seinem Tod war er Rektor der LMU. In seiner Rektoratsrede am 9. Dezember 1938 befasste er sich mit den Aufgaben der Hochschule im nationalsozialistischen Reich. Ebenfalls im Jahr 1938 wurde Broemser zum Mitglied der Leopoldina gewählt. Seit 1940 war er Mitglied der Bayerischen Akademie der Wissenschaften. Broemser starb mit 56 Jahren im Amt. Seine Grundlagenforschung hat für die Kardiologie medizingeschichtliche Bedeutung.

## Werke
- Eine neue Theorie der Kombinationstöne. Oldenbourg, München 1920.
- Methoden zum Studium der Funktionen der einzelnen Organe des tierischen Organismus. Urban & Schwarzenberg 1923–1938.
- Einführung in die Physik. J. F. Bergmann, München 1925.
- Der Differentialsphygmograph – eine Methode zur Registrierung der Kurve des Ablaufes der Strömungsgeschwindigkeit des Blutes in uneröffneten Arterien. Lehmanns, München 1928.
- mit Albrecht Bethe und Gustav von Bergmann: Handbuch der normalen und pathologischen Physiologie, mit Berücksichtigung der experimentellen Pharmakologie. Springer 1929.
- Erregbarkeit, Reiz- und Erregungsleitung, allgemeine Gesetze der Erregung. Springer, Berlin 1929.
- Nervenleitungsgeschwindigkeit, Ermüdbarkeit und elektronische Erregbarkeitsänderungen des Nerven. Theorien der Nervenleitung. Springer, Berlin 1929.
- Anwendung mathematischer Methoden auf dem Gebiet der physiologischen Mechanik. (Theorie der Registriermethoden, Methoden der Kurvenkorrektur, Harmonische Analyse). Urban & Schwarzenberg, Berlin/Wien 1930.
- Grundlagen der Hämodynamik. Leipzig 1938.
- Kurzgefasstes Lehrbuch der Physiologie. Thieme, Leipzig 1938.
- Otto Frank zum 75. Geburtstage. Lehmanns, München 1940.